# Сенткі
Сенткі (пол. Sętki) — село в Польщі, у гміні Улян-Майорат Радинського повіту Люблінського воєводства.
Населення — 282 особи (2011).
У 1975-1998 роках село належало до Білопідляського воєводства.

## Демографія
Демографічна структура станом на 31 березня 2011 року:
|          | Загалом | Допрацездатний вік | Працездатний вік | Постпрацездатний вік |
| -------- | ------- | ------------------ | ---------------- | -------------------- |
| Чоловіки | 151     | 40                 | 88               | 23                   |
| Жінки    | 131     | 36                 | 60               | 35                   |
| Разом    | 282     | 76                 | 148              | 58                   |